# Jean Baptiste Joseph Delambre
Jean Baptiste Joseph Delambre (Amiens, 1749. szeptember 19. – Párizs, 1822. augusztus 19.) francia matematikus, csillagász. 1801-től  a Francia Természettudományi Akadémia titkára.

## Életpálya
Gyermekkorában félve a vakságtól nagy intenzitással olvasta a rendelkezésre álló görög és latin tudósok könyveit. Memóriájában teljes oldalakat volt képes rögzíteni, pár nap múlva visszaidézni. 1774-ben költözött Párizsba, ahol a pénzügyminiszter lett a nevelője. 1780-tól előbb Joseph Jérôme Lefrançais de Lalande tanítványa, 1783-tól  asszisztense lett. 1804-től a párizsi obszervatórium igazgatója, és a Collège de France professzora lett. Olaszul, angolul és németül beszélt.

## Kutatási területei
A Nap, a Jupiter, ä Szaturnusz és az Uránusz bolygók pályaszámításában végzett kiemelkedő munkát. Egyik vezetője volt a méter mértékegység meghatározása céljából végzett második nagy fokmérésnek, melynek során a Párizson áthaladó meridián egy szakaszát nagy pontossággal mérték meg.  Jelentős eredményeket ért el a gömbi trigonometriában.

## Írásai
Többkötetes munkában foglalta össze a csillagászat történetét az ókortól a 18. századig.

## Szakmai sikerek
- 1788-ban a Svéd Királyi Tudományos Akadémia tagjának választották.
- 1792-től a Francia Természettudományi Akadémia tagja,
- Számos tudós társaság tagja volt, két ízben nyerte el a Francia Természettudományi Akadémia nagydíját.
- Neve szerepel a hetvenkét francia tudós között az Eiffel-tornyon.
- Egy Hold-kráter és a 13962 Delambre kisbolygó is viseli a nevét.